# Touraine
Touraine este una dintre vechile provincii ale Franței, situată în vestul teritoriului continental și moștenitoarea comitatului Tours (mai târziu ridicat la rang de ducat de Touraine). Teritoriul a fost disputat inițial între casele de Blois și Anjou, apoi între regii Franței și Angliei. La capătul unei recuceriri capetiene îndelungate, regele Filip August a reușit în cele din urmă să se impună în fața prestigioasei dinastii a Plantageneților între 1204 și 1216. De atunci, întreaga Touraine (și nu doar partea orașului Saint Martin de Tours) și câteva fortărețe se află sub autoritatea casei regale a Franței.
Orașul Tours este reședința generalității țărilor tourangelles, angevine și (céno)manceau la sfârșitul Vechiului Regim. De aceea, departamentul Indre-et-Loire a fost creat special pentru el în 1790, dând naștere unor negocieri aprinse, și s-a deplasat spre vest, păstrând însă cea mai mare parte a vechiului teritoriu provincial.
Departamentul Indre-et-Loire a încorporat, în vest, bogatele terenuri angevine din Bourgueil, Savigné-sur-Lathan, Gizeux și Château-la-Vallière (cunoscut sub numele de Touraine angevin), precum și Richelais, care fusese anterior parte a Poitou și era condus de orașul Richelieu, situat la sud de valea Vienne. La nord, a inclus un fragment al regiunii Maine, dincolo de pădurea Beaumont.
Prin această reconfigurare, departamentul a cedat Loir-et-Cher-ului terenuri cu câmpuri deschise la nord-est de Château-Renault și o parte din cursurile superioare ale Loarei, Amassei și Cherului, în special micile regiuni ale Montrichard și Pontlevoy. De asemenea, a cedat departamentului Indre o parte din sud-estul vechii cetăți gallo-romane, inclusiv văile superioare ale Indre și Indrois, ale Claisei, împreună cu legendara Brenne tourangelle – mai importantă decât cea berrichonă –, precum și malul sudic al Creuse, care aparținea de Touraine în amonte, începând de la pădurea La Guerche.

## Geografie
Străbătută de Loara și de afluenții săi – Cher, Indre și Vienne – și irigată în sud de Creuse, Touraine are o lungă tradiție în navigația fluvială și plutărit. Viile sale, precum și culturile pomicole și legumicole sunt renumite încă din perioada Imperiului Roman târziu.
Dincolo de transformările uneori radicale, geografia Tourainei își păstrează „ținuturile” tradiționale, care reflectă o remarcabilă diversitate a regiunilor agricole de o parte și de alta a Loarei: terenurile joase, precum Varennes tourangelles sau insulele Loarei; Véron, atât de drag lui Rabelais, situat la confluența dintre Loara și Vienne; Gâtine tourangelle, odinioară un ținut de pajiști și păduri la nord de Loara; marile păduri (Amboise, Chinon și Loches); podișurile, precum Champeigne tourangelle sau terenurile din Sainte-Maure; precum și zonele mlăștinoase din Brenne.
Din punct de vedere geologic, Touraine face parte din Bazinul Parisian.
Un parc natural regional acoperă doar parțial fosta provincie Touraine: Parcul Natural Regional Loire-Anjou-Touraine, situat între Tours și Angers (în Maine-et-Loire).
Construcția liniei TGV, care leagă Tours de Paris în mai puțin de o oră, a transformat orașul într-un loc de reședință pentru persoanele care lucrează în capitală și caută o calitate a vieții specifică provinciei.

Provincia Touraine și comunele actuale.

## Toponimie
Provincia își trage numele de la tribul Turones sau Turoni. Numele său este menționat sub forma Turonia (fără dată), Turoigne sau Toroinne în 1155 la scriitorul Wace. Acesta derivă din radicalul Turon-, provenit din numele tribului celtic, la care s-a adăugat sufixul latin -ia, utilizat în special pentru formarea numelor de țări. Turonia a evoluat regulat în Turoigne, Turoinne. Forma actuală Touraine este rezultatul unei alterări a formei inițiale.
Vikingii numeau Touraine Túrskaland, apoi Túskaland, un nume format pe baza formei medievale a orașului Tours, adică Tors sau Turs, la care s-a adăugat sufixul din vechea nordică -skr (formă scurtă a -iskr), utilizat pentru formarea adjectivelor. Astfel, s-a obținut forma de genitiv Turska- („tourangeaux”) + land („țară”). Mai târziu, a avut loc o asimilare a sunetului [r] cu [s], rezultând Tuskaland. Acest tip de asimilare este frecvent în vechea nordică, așa cum se observă și în denumiri precum Burstaborg > Bustaborg sau în numele propriu Tosti, un hipocoristic al Þórstæinn.
Pe lângă faptul că aveau un termen specific pentru Touraine, vikingii numeau Loara Leira, denumire care este încă folosită în islandeză.

## Istorie
Touraine este locuită încă din Paleolitic. Provincia își trage numele de la tribul Turones sau Turoni, însă nu se poate afirma cu certitudine dacă aceștia erau poporul autohton, moștenitor al culturii de la Grand-Pressigny, sau dacă au reprezentat o imigrație ulterioară, de origine renană, survenită după sfârșitul Neoliticului.
Organizați politic, Turonii aveau ca vecini Andecavii, care ocupau (în sens arheologic) Anjou, Pictonii sau Pictavii din Poitou, Bituriges Cubi din Berry, Carnuții din regiunea Chartres, precum și Aulercii Cenomani din zona Le Mans. Fiind interesați de controlul rutelor fluviale, Turonii erau apropiați de Andecavi și de micile populații din bazinul Loarei. Relațiile cu Aulercii și Biturigii, mai dificile, erau însă necesare pentru menținerea vechii rute comerciale a staniului.

### Înainte de recucerirea din 1204
Touraine se afla sub controlul Casei de Anjou, care, prin ramura sa mai în vârstă și feminină a Plantageneților, a cumulat teritorii sub autoritatea regatului Angliei. Henric al II-lea, potrivit arhivelor, s-a dovedit a fi un binefăcător al Touraine. O administrație stabilă și echilibrată a fost instituită peste tot, întreprinzând lucrări de extindere, consolidare și ridicare a digurilor, precum și construcția de poduri de piatră esențiale. Suveranul a protejat și a dezvoltat orașul Tours.
Copiii săi, Richard Inimă de Leu și Ioan Fără de Țară, au trăit într-o perioadă marcată de conflicte și războaie. Ioan l-a ucis pe ducele Arthur I al Bretaniei, aliat al Franței, care ar fi trebuit să moștenească Touraine. Victorios asupra Casei de Anjou-Plantagenêt, regele Franței, Filip August, a impus o ocupație militară la finalul cuceririi, numindu-l în 1204 pe Guillaume des Roches, senior de Rochecorbon, în funcția de seneșal ereditar al Touraine.
A fost nevoie să se aștepte Tratatul de la Chinon, în 1214, pentru ca Ioan Fără de Țară să renunțe la drepturile sale asupra regiunii.

### Touraine franceză
În 1312, domeniul, deținut de Amaury de Craon, stră-strănepotul lui Guillaume des Roches, este cedată regelui Franței. De acum înainte, Touraine devine ducat și este adesea acordată ca apanaj unui fiu al casei regale franceze, cum a fost cazul în 1360, când a fost oferită lui Ludovic I de Anjou.
Această atribuire nu împiedică însă provincia să atragă curtea regală. După 1440, Touraine devine aproape un centru al regalității capețiene. Carol al VII-lea își stabilește aici reședința; acest „rege de Bourges”, așa cum a fost numit ironic de unii istorici care nu i-au înțeles puterea reală, ar fi putut la fel de bine fi denumit „rege al Tourainei”, având în vedere locurile sale de reședință. De altfel, Parlamentul nu s-a retras la Bourges decât pentru o perioadă scurtă de timp.
Regele aprecia Touraine și a decis redactarea cutumelor regiunii între 1453 și 1461. Deja un adevărat laborator al administrației și culturii franceze, Touraine devine un model atât în ceea ce privește scrierea administrativă, cât și prin arta de a trăi și de a construi, servind ulterior drept referință pentru celelalte provincii.
Ludovic al XI-lea avea o afecțiune deosebită pentru această provincie. Suveranul își stabilește reședința la castelul Plessis-lès-Tours (La Riche) și răsplătește Tours cu numeroase favoruri. El face tot posibilul pentru a-i oferi orașului echipamente costisitoare și moderne pentru epoca sa. Regii din dinastia de Valois continuă să își petreacă o parte din timp în Touraine.
Totuși, după Războaiele Religioase, Touraine își pierde importanța politică. Curtea regală, absorbită de centralizarea absolutistă a puterii, se reîntoarce definitiv la Paris. Provincia capătă atunci o culoare anonimă, devenind o veche regiune rurală care pare să strălucească doar prin trecutul său glorios. Totuși, această impresie neglijează bogata viață locală a micilor ținuturi care compun Touraine.

### Grădina Franței

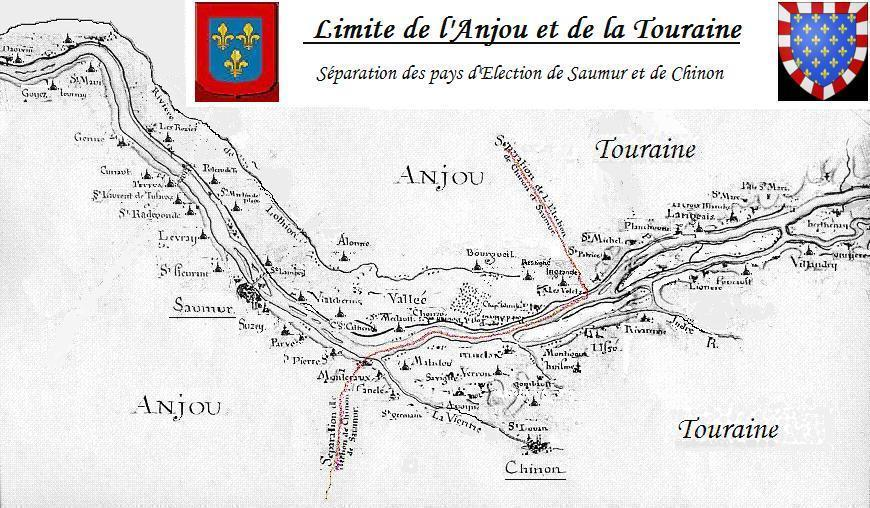
Limitele dintre Anjou și Touraine de o parte și de alta a Loarei în secolul al XVIII-lea
(Bourgueil făcea parte din seneșalia de Saumur și din Anjou.)

Supranumită „Grădina Franței” încă de la sfârșitul secolului al XV-lea, Touraine a fost reședință regală atât pentru regii Plantageneți în secolul al XII-lea, cât și pentru regii Franței în timpul Războiului de 100 de Ani și al Renașterii. Provincia este renumită pentru numeroasele sale castele.
Prima atestare scrisă a acestui epitet datează din 1619, într-o corespondență în italiană a lui Guy de Bentivoglio, nunțiu papal în Franța, adresată ducelui de Montéléon, ambasador al Spaniei, care avusese ocazia să locuiască în Touraine.
Din Evul Mediu, se pot menționa patru fortărețe regale importante: Chinon, Langeais, Loches și Amboise, alături de numeroase castele și mănăstiri celebre. La acestea se adaugă și originile castelului din Tours. În total, peste o sută de edificii semnificative au fost ridicate sub influența familiei lui Foulque al III-lea d'Anjou, supranumit „Foulque Nerra”, conte de Anjou, o figură legendară, marcată de violență și cruzime, asemenea multor conducători de după anul 1000.
Moștenirea acestei case comitale din Anjou, din care descind regii Plantageneți ai Angliei, este fundamentală pentru înțelegerea valorificării teritoriale și a arhitecturii medievale din Touraine în secolele al XI-lea și al XII-lea.
Loches, Langeais și Chinon, inițial fortărețe austere, s-au transformat în rezidențe somptuoase spre sfârșitul secolului al XV-lea
În timpul Renașterii, climatul blând, pădurile bogate în vânat și peisajele armonios amenajate au atras numeroase reședințe princiare și regale. Regii din dinastia Valois au plasat astfel Touraine în centrul istoriei Franței prin edificii emblematice, precum:
- Castelul Amboise
- Castelul Azay-le-Rideau
- Castelul Chaumont
- Castelul Chenonceau
- Castelul Ussé
- Castelul Villandry
- Orașul Richelieu

Trei sate din Touraine fac parte din Asociația celor Mai Frumoase Sate din Franța:
- Candes-Saint-Martin, situat între Chinon și Saumur
- Crissay-sur-Manse, între Sainte-Maure-de-Touraine și Chinon
- Montrésor, între Loches și Vierzon

### Reorganizarea teritorială în timpul Revoluției Franceze
Odată cu Revoluția Franceză, vechea organizare a intendințelor provinciale dispare, iar Touraine este împărțită între trei departamente:
Indre-et-Loire preia centrul și cea mai mare parte a fostei provincii. Totodată, se extinde ușor spre vest, înspre Anjou, încorporând regiunea Bourgueil și Château-la-Vallière. Această parte este uneori numită Indre-et-Loire angevină sau Touraine angevină, datorită numelui prefecturii departamentale.
Loir-et-Cher înglobează câteva zone din nord-estul Tourainei, care sunt astăzi adesea asociate cu Orléanais.
Indre încorporează partea de sud-est a Tourainei, frecvent asimilată cu Bas-Berry.
Trebuie menționat că gâtina din Montrésor, mereu parte a Tourainei, era percepută de folcloriștii lucizi ai anilor 1860-1900 ca fiind la marginea Berry-ului.
Viața rurală tipică Touraine s-a menținut până în anii 1930 în centrul arondismentului Loches, în regiunile din jurul Ligueil, situate la sud de podișurile joase din Sainte-Maure.

## Cultură

### Gastronomie
Touraine are specialități culinare recunoscute, printre care:
- Sainte-maure-de-touraine (brânză de capră AOP),
- Rillettes de Tours (IGP),
- Rillons (bucăți de piept de porc confiate),
- Nougat de Tours (un desert specific),
- Poires tapées (pere deshidratate printr-o tehnică tradițională),
- Macarons de Cormery (numite și ombilicul fratelui Jean din cauza găurii din mijlocul biscuitului),
- Fouaces sau fouées tourangelles (pâinici coapte la foc deschis),
- Andouillette au Vouvray (cârnat tradițional gătit cu vin Vouvray),
- Beuchelle (preparat pe bază de ris și rinichi de vițel, ciuperci și smântână),
- Géline de Touraine (o rasă tradițională de găini),
- Vinurile Loarei (Azay-le-Rideau, Chinon, Bourgueil, Touraine, Saint-Nicolas-de-Bourgueil, Montlouis-sur-Loire, Vouvray etc.),
- Peștii din Loara,
- Eau-de-vie (de pere sau prune),
- Sucres d'orge de Tours (bomboane tradiționale de orz),
- Citrouille de Touraine (un soi local de dovleac), etc.

### Limbă

O hartă a limbilor și dialectelor din Franța și din regiunile de frontieră. Se poate vedea tourangeau.

Touraine a avut un dialect regional numit „tourangeau”, apropiat de poitevin și angevin. Ca majoritatea limbilor d’oïl, acest dialect a dispărut aproape complet din cauza apropierii sale de franceza standard.
Cu toate acestea, Touraine este cunoscută, alături de Île-de-France, ca fiind leagănul limbii franceze și este adesea luată ca referință pentru absența unui accent regional pronunțat.
„ Bunii tourangeli sunt simpli precum viața lor, blânzi ca aerul pe care îl respiră și puternici precum pământul roditor pe care îl muncesc. Pe trăsăturile lor brune nu se vede nici imobilitatea rece a Nordului, nici vivacitatea exagerată a Sudului; chipul lor are, asemenea caracterului, ceva din sinceritatea poporului adevărat al Sfântului Ludovic. Părul lor castaniu este încă lung și rotunjit în jurul urechilor, asemenea statuilor de piatră ale vechilor noștri regi. Limba pe care o vorbesc este cel mai pur francez, fără lentoare, fără grabă, fără accent; leagănul limbii se află aici, aproape de leagănul monarhiei. ”— Alfred de Vigny ,  Cinq-Mars ou Une conjuration sous Louis XIII, 1826
Cu toate acestea, câteva cuvinte din tourangeau sau din franceza veche mai supraviețuiesc și astăzi, precum:
- „une arnapée” (o ploaie torențială),
- „les drôles” sau, la feminin, „les drouillères” (copiii), etc.

### Sporturi

#### Navigația fluvială
Navigația fluvială ocupă încă un loc de primă importanță pe Loara și pe Cher. Bărcile cu fund plat, precum toues, fûtreaux sau gabares, sunt simboluri ale Loarei de secole, fiind utilizate pentru transportul mărfurilor, pescuit sau activități recreative.
Asociații precum „Les Bateliers du Cher” continuă să construiască bărci tradiționale, menite în principal pentru navigația de agrement.

#### Fotbal
Tours Football Club (TFC) este clubul emblematic al regiunii Touraine. În sezonul 2022-2023, echipa evoluează în National 3 Centre-Val de Loire.
Secția principală de fotbal feminin este Tours Football Club Féminin, care joacă în a treia divizie națională.

### Timp liber

#### Cântece tradiționale
„Du Véron jusqu'à l'Olive” este un cântec tradițional din Touraine, de origine necunoscută.

#### Carnaval
Carnavalul din Manthelan este cel mai mare carnaval din regiune, fiind creat în 1869. De peste 150 de ani, locuitorii din Manthelan pregătesc, din septembrie până la data carnavalului, care alegorice gigantice, care defilează apoi pe străzile acestui sat de 1 400 de locuitori.
În fiecare an, mii de oameni vin să admire parada, însoțită de numeroase grupuri muzicale. Datorită acestei tradiții și implicării voluntarilor, carnavalul a fost inclus în Patrimoniul cultural imaterial național.

## Economie
Pentru a stimula economia la nivel local, Camera de Comerț și Industrie a Touraine (CCI de Touraine) a implementat un program numit „Achat Touraine”.
Prin intermediul unei platforme online dedicate, comercianții pot beneficia de un adevărat site de vânzare online, permițându-le să își dezvolte atât vânzările pe internet, cât și pe cele din magazinele fizice.

### Agricultură și viticultură
Touraine este o regiune viticolă importantă, producând mai multe vinuri clasificate AOC, printre care:
- Vouvray,
- Chinon,
- Bourgueil,
- Saint-Nicolas-de-Bourgueil,
- Montlouis-sur-Loire,
- Touraine și subdiviziunile sale:
  - Touraine-Amboise,
  - Touraine-Chenonceaux,
  - Touraine-Azay-le-Rideau,
  - Touraine-Noble Joué.

### Monedă locală
La Gabare este numele monedei locale lansate în Touraine în cursul anului 2016.

## Turism
„ Blândețea aerului, frumusețea climei, o anumită ușurință a existenței și bonomia obiceiurilor sufocă rapid simțul artistic, îngustează chiar și cea mai generoasă inimă și erodează cea mai puternică voință. ”— Honoré de Balzac ,  L'Illustre Gaudissart, 1832
Regiunea Val de Loire, cu castelele sale (precum Château-la-Vallière și Château des Sept Tours), peisajele pitorești și podgoriile sale, este o destinație turistică de prim rang.
În anul 2000, UNESCO a desemnat Val de Loire drept un sit major al patrimoniului mondial, înscriindu-l în categoria peisajelor culturale.
Pe o distanță de aproape 250 de kilometri, această regiune reprezintă un ansamblu unic, unde se împletesc bogățiile naturale și intervențiile umane, creând un peisaj deosebit de armonios.

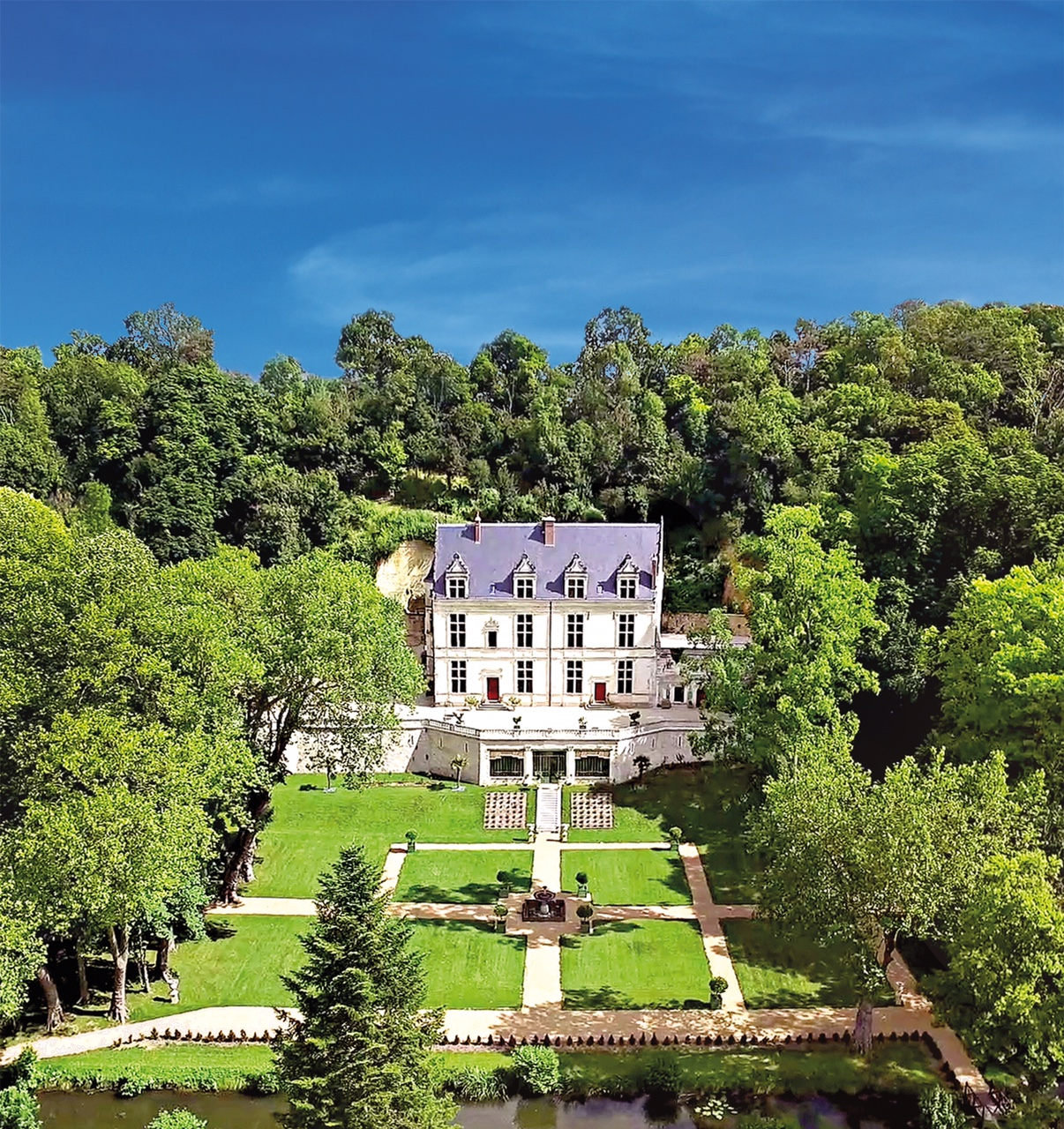
Château-Gaillard (Amboise).

Touraine se remarcă printr-un patrimoniu istoric bogat, rezultat dintr-o istorie fascinantă:
Dinastia Plantagenêt, care a domnit peste regatele franco-engleze,
- Influența Renașterii italiene,
- Schimburile comerciale intense, facilitate de cursul Loarei.
- Patrimoniu arhitectural

Regiunea deține o arhitectură diversă, care acoperă o perioadă extinsă, de la Evul Mediu până la perioada interbelică:
- Epoca medievală este ilustrată perfect de fortărețele din Loches și Chinon.
- Renașterea își lasă amprenta prin castelele Amboise, Chenonceau, Château-Gaillard (Amboise) și Azay-le-Rideau.
- Perioada interbelică este reprezentată de Château de Candé (Monts), celebru pentru găzduirea căsătoriei Ducelui de Windsor cu Wallis Simpson în 1937.

Loara oferă peisaje în continuă schimbare, cu insule și bancuri de nisip ale căror contururi se modifică permanent, creând impresia unui tablou aflat într-o evoluție nesfârșită.
Această lumină unică a atras numeroși pictori, printre care și William Turner.
Pentru a valorifica peisajul de-a lungul râului, au fost amenajate trasee speciale, printre care „La Loire à Vélo”, o secțiune a EuroVelo 6, ce permite cicliștilor să descopere frumusețea regiunii.
Pentru navigație pe Loara, există două opțiuni principale:
- Excursii cu bărci de agrement, inclusiv gabares (ambarcațiuni tradiționale),
- Canoe-kayak, pentru o experiență mai activă și apropiată de natură.

## Personalități
- Martin de Tours, Sfântul Martin, (~316-397), episcop de Tours.
- Gregor de Tours (538-593) sau Sfântul Grigore, episcop de Tours, autor al „Istoriei francilor”.
- Carol al VII-lea (rege al Franței), (1403-1461), își stabilește curtea la Chinon în 1427, de unde începe recucerirea regatului.
- Ludovic al XI-lea (1423-1483).
- François Rabelais (1493-1553), scriitor.
- Pierre de Ronsard (1524-1585).
- René Descartes (1596-1650), filosof și matematician.
- Marchizul de Cinq-Mars (1620-1642), prieten al regelui Ludovic al XIII-lea, Mare Scutier al Franței, l-a trădat pe rege și pe Richelieu în conspirația cunoscută sub numele de Conspirația de la Cinq-Mars. A fost decapitat în 1642.
- Louise de La Vallière (1644-1710), prima metresă oficială a lui Ludovic al XIV-lea.
- Pierre Bretonneau, celebru clinician francez, profesor și medic-șef al spitalului din Tours.
- Paul-Louis Courier (1772-1825), pamfletar francez.
- Alfred de Vigny (1797-1863), poet, scriitor.
- Honoré de Balzac (1799-1850), romancier, scriitor.
- Georges Courteline (1858-1929), romancier, dramaturg.
- René Boylesve (1867-1926), romancier, scriitor, critic.
- Henri Dutilleux, compozitor care a locuit la Candes-Saint-Martin împreună cu pianista Geneviève Joy.
- Jacques Villeret (1951-2005), actor, născut la Loches.